# Giải vô địch bóng đá trẻ châu Á 1972
Giải vô địch bóng đá trẻ châu Á 1972 diễn ra tại Băng Cốc, Thái Lan.

## Các đội tham dự
Các đội sau đây tham dự giải đấu:
- Brunei
- Miến Điện
- Hồng Kông
- Ấn Độ
- Indonesia
- Iran
- Israel
- Nhật Bản
- Khmer
- Lào
- Malaysia
- Nepal
- Philippines
- Singapore
- Hàn Quốc
- Đài Loan
- Thái Lan (chủ nhà)

## Vòng bảng

### Bảng A
| Đội      | ST | T | H | B | BT | BB | HS  | Đ |
| -------- | -- | - | - | - | -- | -- | --- | - |
| Israel   | 3  | 3 | 0 | 0 | 15 | 0  | +15 | 6 |
| Thái Lan | 3  | 2 | 0 | 1 | 9  | 2  | +7  | 4 |
| Ấn Độ    | 3  | 1 | 0 | 2 | 8  | 11 | –3  | 2 |
| Nepal    | 3  | 0 | 0 | 3 | 0  | 19 | –19 | 0 |

| 14 tháng 4 | Thái Lan | 5–0 | Nepal  |
| 16 tháng 4 | Israel   | 7–0 | Ấn Độ  |
| 19 tháng 4 | Thái Lan | 4–1 | Ấn Độ  |
| 20 tháng 4 | Nepal    | 0–7 | Israel |
| 22 tháng 4 | Thái Lan | 0–1 | Israel |
| 23 tháng 4 | Nepal    | 0–7 | Ấn Độ  |

### Bảng B
| Đội       | ST | T | H | B | BT | BB | HS  | Đ |
| --------- | -- | - | - | - | -- | -- | --- | - |
| Nhật Bản  | 4  | 2 | 2 | 0 | 11 | 3  | +8  | 6 |
| Singapore | 4  | 3 | 0 | 1 | 10 | 3  | +7  | 6 |
| Malaysia  | 4  | 2 | 1 | 1 | 16 | 3  | +13 | 5 |
| Hồng Kông | 4  | 1 | 1 | 2 | 15 | 7  | +8  | 3 |
| Brunei    | 4  | 0 | 0 | 4 | 0  | 36 | –36 | 0 |

| 15 tháng 4 | Nhật Bản  | 3–0  | Singapore |
|            | Malaysia  | 11–0 | Brunei    |
| 17 tháng 4 | Singapore | 8–0  | Brunei    |
|            | Hồng Kông | 2–2  | Nhật Bản  |
| 19 tháng 4 | Nhật Bản  | 1–1  | Malaysia  |
|            | Hồng Kông | 0–1  | Singapore |
| 21 tháng 4 | Malaysia  | 4–1  | Hồng Kông |
|            | Nhật Bản  | 5–0  | Brunei    |
| 23 tháng 4 | Singapore | 1–0  | Malaysia  |
|            | Hồng Kông | 12–0 | Brunei    |

### Bảng C
| Đội       | ST | T | H | B | BT | BB | HS  | Đ |
| --------- | -- | - | - | - | -- | -- | --- | - |
| Miến Điện | 3  | 3 | 0 | 0 | 12 | 0  | +12 | 6 |
| Indonesia | 3  | 2 | 0 | 1 | 6  | 4  | +2  | 4 |
| Đài Loan  | 3  | 0 | 1 | 2 | 1  | 7  | –6  | 1 |
| Khmer     | 3  | 0 | 1 | 2 | 0  | 8  | –8  | 1 |

| 16 tháng 4 | Miến Điện | 5–0 | Khmer     |
|            | Indonesia | 3–1 | Đài Loan  |
| 18 tháng 4 | Đài Loan  | 0–0 | Khmer     |
| 20 tháng 4 | Indonesia | 0–3 | Miến Điện |
| 22 tháng 4 | Miến Điện | 4–0 | Đài Loan  |
| 24 tháng 4 | Indonesia | 3–0 | Khmer     |

### Bảng D
| Đội         | ST | T | H | B | BT | BB | HS | Đ |
| ----------- | -- | - | - | - | -- | -- | -- | - |
| Hàn Quốc    | 3  | 2 | 1 | 0 | 5  | 1  | +4 | 5 |
| Iran        | 3  | 2 | 0 | 1 | 6  | 1  | +5 | 4 |
| Lào         | 3  | 1 | 1 | 1 | 4  | 4  | 0  | 3 |
| Philippines | 3  | 0 | 0 | 3 | 1  | 10 | –9 | 0 |

| 14 tháng 4 | Hàn Quốc | 0–0 | Lào         |
| 15 tháng 4 | Iran     | 2–0 | Philippines |
| 17 tháng 4 | Iran     | 4–0 | Lào         |
| 19 tháng 4 | Lào      | 4–0 | Philippines |
| 21 tháng 4 | Iran     | 0–1 | Hàn Quốc    |
| 24 tháng 4 | Hàn Quốc | 4–1 | Philippines |

## Tứ kết
| Israel | 3–0 | Singapore |
| ------ | --- | --------- |
|        |     |           |

| Nhật Bản | 1–2 | Thái Lan |
| -------- | --- | -------- |
|          |     |          |

| Miến Điện | 0–2 | Iran |
| --------- | --- | ---- |
|           |     |      |

| Indonesia | 1–2 | Hàn Quốc |
| --------- | --- | -------- |
|           |     |          |

## Bán kết
| Israel | 1–0 | Iran |
| ------ | --- | ---- |
|        |     |      |

| Thái Lan | 0–1 | Hàn Quốc |
| -------- | --- | -------- |
|          |     |          |

## Tranh hạng ba
| Iran | 3–0 | Thái Lan |
| ---- | --- | -------- |
|      |     |          |

## Chung kết
| Israel | 1–0 | Hàn Quốc |
| ------ | --- | -------- |
|        |     |          |

| Giải vô địch bóng đá trẻ châu Á 1972 |
| ------------------------------------ |
| · Israel · Lần thứ 6                 |